# Tvrdost dřeva

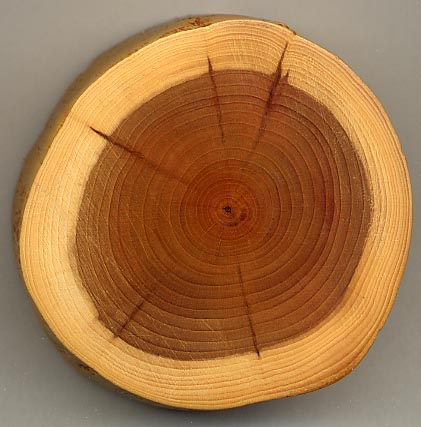
Tis červený

Tvrdost dřeva je jedna z mechanických vlastností, která příslušný druh dřeva předurčuje ke konkrétnímu využití. Měkké dřevo se snáze opracovává, získává se z většiny našich jehličnanů a některých listnatých stromů (lípa, topol nebo vrba), zatímco trvanlivější tvrdé dřevo pochází především z listnáčů.
Tvrdost odpovídá síle (či tlaku), jaký je třeba vyvinout k průniku cizího tělesa do dřeva. Pro zjištění konkrétních hodnot se používá několik systémů měření, jejichž výsledky někdy nelze přímo porovnávat a je nutné je přepočítat (v případě nestandardních měřících postupů nemusejí být výsledky srovnatelné vůbec).

## Metody měření

Brinellův test tvrdosti

### Brinellova metoda
- HB

Ocelová kulička o průměru 10 mm je silou vtlačena do vzorku dřeva. Pro měkká dřeva se používá síla 100 N, pro středně tvrdá 500 N a pro tvrdá 1000 N. Následně se změří průměr vzniklé jamky a vypočte výsledek za použití vzorce:
{\displaystyle \ H_{B}={\frac {2F}{\pi D({D-{\sqrt {(D^{2}-d^{2})}})}}}}
kde F odpovídá síle, D průměru kuličky (10 mm) a d průměru otlaku, který kulička zanechala na vzorku dřeva.

### Janka
- HJ

Používá ocelovou kuličku o průměru 0,444 palce (11,28 mm), která je vtlačována do dřeva do 1/2 své výšky (čímž vznikne otlak o ploše 100 mm²). Výsledkem je hmotnost či síla (v zahraničí se obvykle udává síla v librách: lbF), která byla k dosažení výsledku potřeba.
{\displaystyle \ H_{J}={\frac {F}{S}}}

## Rozdělení dřeva podle tvrdosti
Dříve se tvrdost uváděla v podobě zátěže na plochu, tedy kg/cm², v současnosti se častěji převádí na tlak udaný v MPa (v praxi stačí starou hodnotu vydělit deseti). Podle příslušného tlaku se dřeva zařazují do skupin. Dříve se jich používalo 6:
| skupina          | kg/cm² | příklady                                                                    |
| ---------------- | ------ | --------------------------------------------------------------------------- |
| velmi měkká      | ≤350   | smrk, borovice, limba, jedle, topoly, vrby, lípy                            |
| měkká            | >350   | modřín, douglaska, kleč, jalovec, bříza, olše, jíva, střemcha, teak         |
| středně tvrdá    | >500   | kaštan jedlý, platan, jilmy, líska                                          |
| tvrdá            | >650   | dub, ořešák, javor, třešeň, jabloň, jasan, buk, hrušeň, švestka, akát, habr |
| velmi tvrdá      | >1000  | dřín, svída, ptačí zob, dub pýřitý, zimostráz                               |
| neobyčejně tvrdá | >1500  | eben cejlonský, africký grenadil, guajak a jiné exotické dřeviny            |

Naučný slovník lesnický (1934)
V současné době se dělí do tří základních skupin:
| skupina       | MPa | příklady                           |
| ------------- | --- | ---------------------------------- |
| měkká         | <40 | smrk, jedle, borovice, topol, lípa |
| středně tvrdá | ≥40 | jasan, jilmy, duby, ořech          |
| tvrdá         | ≥80 | habr, akát, tis                    |

## Tvrdost konkrétních dřevin

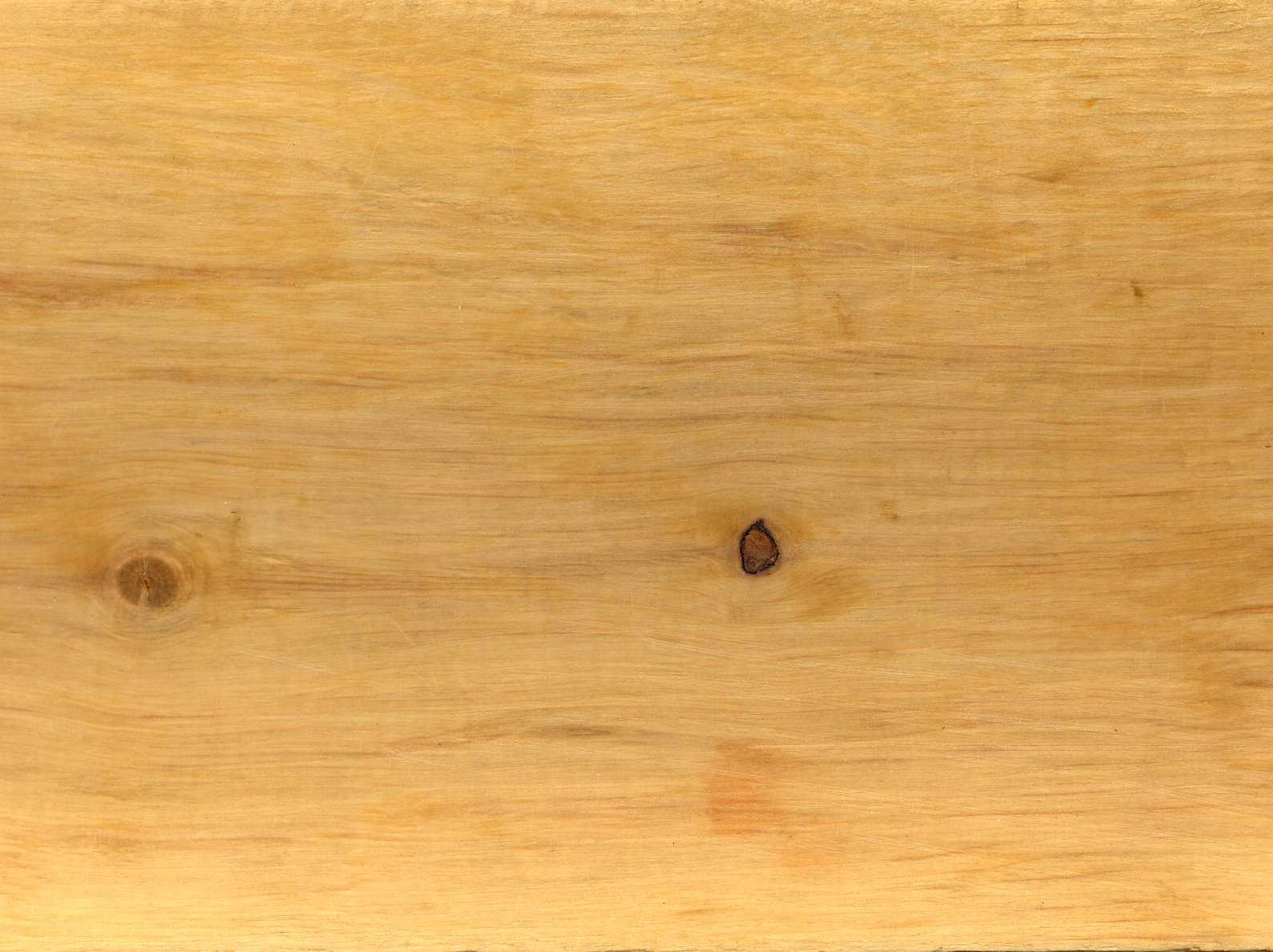
Habr obecný, nejtvrdší dřevo z našich původních listnatých stromů

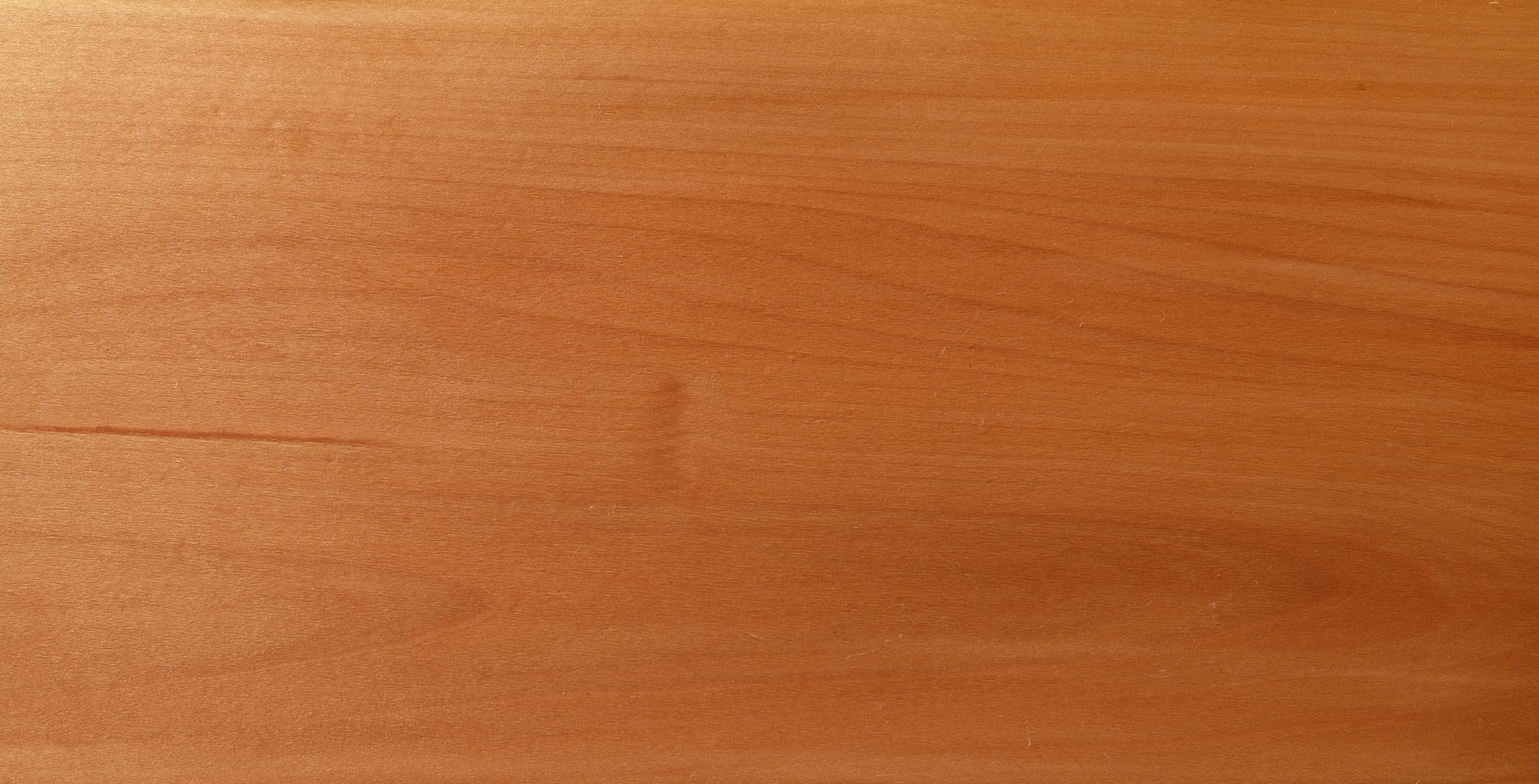
Jeřáb břek patří k našim nejtvrdším dřevinám

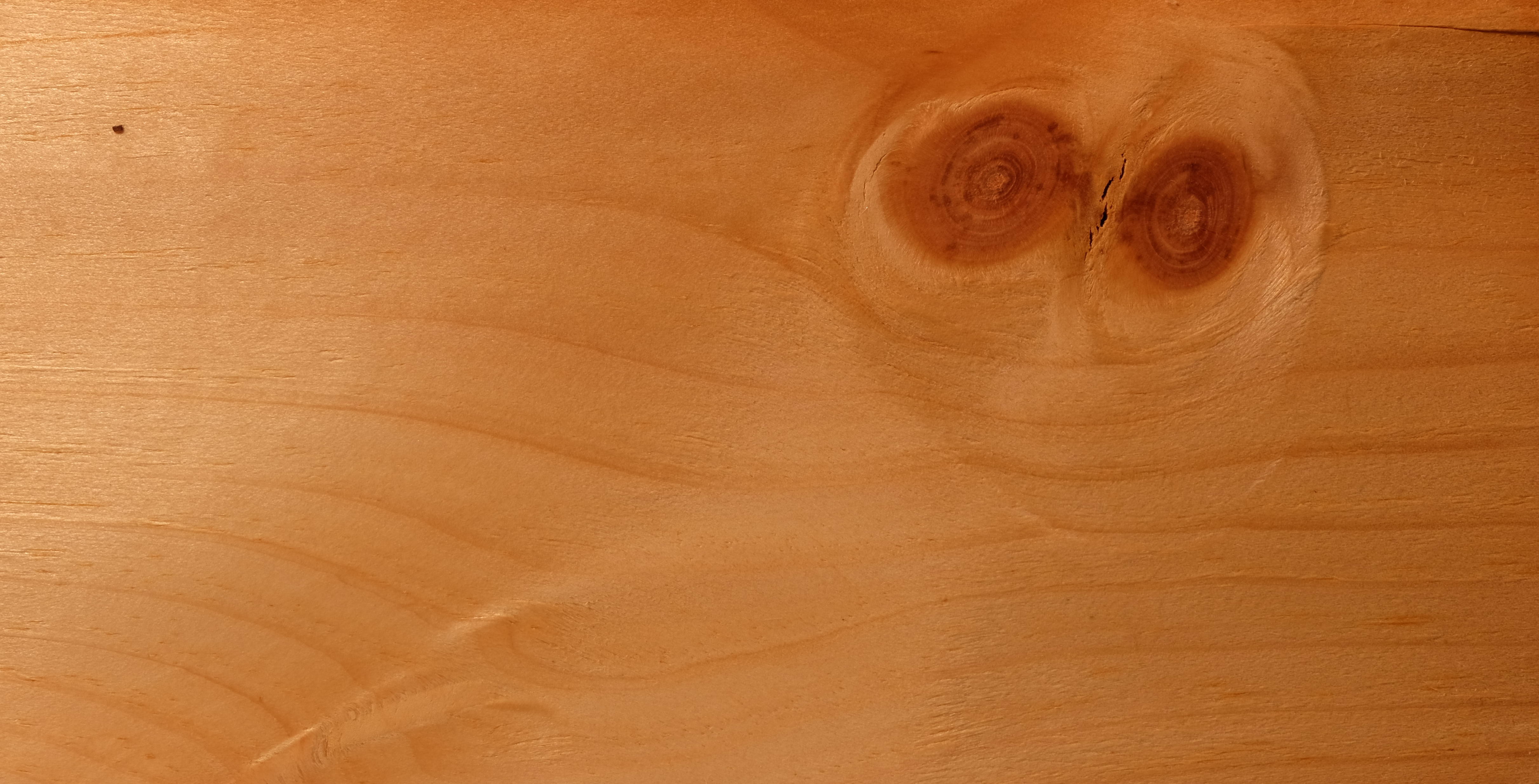
Borovice vejmutovka, nejměkčí borovice pěstovaná v Čechách

### Domácí
listnaté stromy
Z našich původních listnatých stromů je nejtvrdší habr obecný. Podobné tvrdosti dosahuje i babyka, která je ale hůře dostupná (menší strom s tenčím kmenem, preferuje vápnité půdy, kterých je na českém území nedostatek, nebyla proto velkovýrobně využívaná). Z introdukovaných druhů pak trnovník akát, který za optimálních podmínek může habr překonat.
listnaté keře
Extrémně tvrdé, ale dnes již většinou průmyslově nevyužívané, jsou pomalu rostoucí keře. Některé z nich překonávají i výše uvedené stromy: dřín, jeřáb muk, zimolez obecný, zimostráz vždyzelený.
jehličnany
Nejtvrdším původním jehličnanem je tis červený. Tvrdost tisu může být poměrně variabilní, velmi záleží na růstových podmínkách – šířka letokruhů, která je jedním z ukazatelů tvrdosti tisového dřeva, se v našich podmínkách pohybuje v rozpětí 0,5–1,5 mm.
zažité omyly
Tvrdost tisu někdy bývá nadsazována, ale v praxi není vyšší, než u výše citovaných listnáčů (především u českých tisů, které rostou rychleji, než například v Anglii). Tisové dřevo je ceněno především pro pružnost, pevnost a trvanlivost. Podobně bývá nadhodnocován i dub letní, který je ale ceněn především pro trvanlivost pod vodou a odolnost v kolísavé vlhkosti. Také neplatí, že čím tvrdší dřevo, tím vhodnější je pro venkovní použití – ve vlhku se habr rozkládá rychleji, než mnohá měkká dřeva, pod vodou ho překoná i olše.
| dřevo                   | tvrdost (MPa) |
| ----------------------- | ------------- |
| borovice vejmutovka     | 23            |
| smrk ztepilý            | 26            |
| jedle bělokorá          | 28            |
| borovice lesní          | 28,5          |
| douglaska tisolistá     | 35            |
| modřín opadavý          | 43            |
| třešeň ptačí            | 62            |
| jilm vaz, horský        | 63            |
| dub letní a zimní       | 67,5          |
| jabloň planá            | 69            |
| ořešák královský, černý | 72            |
| jasan ztepilý           | 80            |
| švestka                 | 85            |
| akát                    | 97            |

| dřevo                                   | HB, 0 | HB, 90 |
| --------------------------------------- | ----- | ------ |
| tvrdost podle Brinellovy metody (N/mm²) |       |        |
| topol                                   | 30    | 10     |
| jedle bělokorá                          | 30    | 16     |
| smrk ztepilý                            | 32    | 12     |
| olše                                    | 34    | 12     |
| kaštanovník setý                        | 35    | 16     |
| lípa                                    | 39    | 16     |
| borovice lesní                          | 40    | 19     |
| jeřáb břek                              | 48    | 25     |
| bříza bělokorá                          | 49    | 23     |
| douglaska tisolistá                     | 50    | 20     |
| modřín opadavý                          | 53    | 19     |
| třešeň                                  | 55    | 31     |
| hrušeň obecná                           | 60    | 32     |
| javor klen                              | 62    | 28     |
| jilm                                    | 64    | 30     |
| jasan ztepilý                           | 65    | 38     |
| dub letní                               | 66    | 34     |
| habr obecný                             | 71    | 32     |
| buk lesní                               | 72    | 34     |
| akát                                    | 74    | 48     |

### Zahraniční
Následující seznam janky tvrdosti obsahuje především zahraniční dřeviny, ale mnohé z nich jsou u nás pěstovány jako okrasné, případně se s jejich dřevem můžeme setkat u importovaných produktů.
| česky ¹)                    | latinsky                      | lbF  | MPa |
| --------------------------- | ----------------------------- | ---- | --- |
| Balsa                       | Ochroma pyramidce             | 100  | 4   |
| Dub korkový                 | Quercus suber                 | 200  | 9   |
| Topol balzámový             | Populus balsamifera           | 300  | 13  |
| Zerav západní               | Thuja occidentalis            | 320  | 14  |
| Jedle plstnatoplodá         | Abies lasiocarpa              | 350  | 16  |
| Jírovec žlutý               | Aesculus octandra             | 350  | 16  |
| Topol chlupatoplodý         | Populus trichocarpa           | 350  | 16  |
| Topol osikovitý             | Populus tremuloides           | 350  | 16  |
| Zerav obrovský              | Thuja plicata                 | 350  | 16  |
| Vrba černá                  | Salix nigra                   | 360  | 16  |
| Borovice Lambertova         | Pinus lambertiana             | 380  | 17  |
| Borovice vejmutovka         | Pinus strobus                 | 380  | 17  |
| Okoume                      | Aucoumea klaineana            | 380  | 17  |
| Smrk omorika                | Picea engelmanni              | 390  | 17  |
| Jedle balzámová             | Abies balsamea                | 400  | 18  |
| Jedle vznešená              | Abies procera                 | 410  | 18  |
| Lípa americká               | Tilia americana               | 410  | 18  |
| Borovice pohorská           | Pinus monticola               | 420  | 19  |
| Topol hrubozubý             | Populus grandidentata         | 420  | 19  |
| Borovice ohebná             | Pinus fleklis                 | 430  | 19  |
| Topol kanadský              | Populus deltoides             | 430  | 19  |
| Borovice těžká              | Pinus ponderosa               | 460  | 20  |
| Meranti Light Red           | Shorea parvifolia             | 460  | 20  |
| Borovice pokroucená         | Pinus contorta                | 480  | 21  |
| Jedle ojíněná               | Abies concolor                | 480  | 21  |
| Smrk sivý                   | Picea glauca                  | 480  | 21  |
| Jedle obrovská              | Abis grandis                  | 490  | 22  |
| Ořešák popelavý             | Juglans cinerea               | 490  | 22  |
| Smrk červený                | Picea rubra                   | 490  | 22  |
| Borovice Jeffreyova         | Pinus jeffreyi                | 500  | 22  |
| Jedle nádherná              | Abies magnifica               | 500  | 22  |
| Banak                       | Virola koschnyi               | 510  | 23  |
| Smrk sitka                  | Picea sitchensis              | 510  | 23  |
| Smrk černý                  | Picea mariana                 | 520  | 23  |
| Kaštanovník setý            | Castanea sativa               | 540  | 24  |
| Kaštanovník americký        | Castenea debata               | 540  | 24  |
| Hura chřestivá              | Hura crepitans                | 550  | 24  |
| Borovice smolná             | Pinus resinosa                | 560  | 25  |
| Borovice Banksova           | Pinus banksiana               | 570  | 25  |
| Tisovec dvouřadý            | Taxcodium distichum           | 570  | 25  |
| Cypřišek nutkajský          | Chamaecyparis nootkatensis    | 580  | 26  |
| Ilomba                      | Pycnanthus angolensis         | 610  | 27  |
| Jalovec močálovitý          | Juniperus silicicola          | 610  | 27  |
| Borovice                    | Pinus egida                   | 620  | 28  |
| Borovice pichlavá           | Pinus pungens                 | 660  | 29  |
| Borovice                    | Pinus glabra                  | 660  | 29  |
| Břestovec hladký            | Celtis laevigata              | 680  | 30  |
| Škumpa obecná               | Rhus Tylina                   | 680  | 30  |
| Borovice ježatá             | Pinus echinata                | 690  | 31  |
| Borovice kadidlová          | Pinus taeda                   | 690  | 31  |
| Javor stříbrný              | Acer saccharimum              | 700  | 31  |
| Šácholan přišpičatělý       | Magnolia acuminata            | 700  | 31  |
| Douglaska tisolistá         | Pseudotsuga menziesii         | 710  | 32  |
| Cypřišek Lawsonův           | Chamaecyparis lawsoniana      | 720  | 32  |
| Javor jasanolistý           | Acer negundo                  | 720  | 32  |
| Borovice uzavřená           | Pinus clausa                  | 730  | 32  |
| Borovice pozdní             | Pinus serotina                | 740  | 33  |
| Borovice Virginská          | Pinus Virginiina              | 740  | 33  |
| Borovice montereyská        | Pinus radiata                 | 750  | 33  |
| Bříza šedá                  | Betula populifolia            | 760  | 34  |
| Platan západní              | Platanus occidentalis         | 770  | 34  |
| Meranti Yellow              | Shorea faguetiana             | 770  | 34  |
| Blahočet úzkolistý          | Araucaria angustifolia        | 780  | 35  |
| Meranti Dark Red            | Shorea hemsleyana             | 780  | 35  |
| Jilm americký               | Ulmus americana               | 830  | 37  |
| Khaya mahagony              | Khaya ivorensis               | 830  | 37  |
| Modřín západní              | Larix occidentalis            | 830  | 37  |
| Ambroň západní              | Liquidambar styraciflua       | 850  | 38  |
| Jasan černý                 | Fraxinus nigra                | 850  | 38  |
| Javor velkolistý            | Acer macrophyllum             | 850  | 38  |
| Borovice jedlá              | Pinus edulis                  | 860  | 38  |
| Jilm plavý                  | Ulmus rubra                   | 860  | 38  |
| Borovice bahenní            | Pinus palustris               | 870  | 39  |
| Břestovec západní           | Celtis occidentalis           | 880  | 39  |
| Jalovec viržinský           | Juniperus Virginiina          | 900  | 40  |
| Sande                       | Brosimum utile                | 900  | 40  |
| Borovice                    | Pinus oocarpa                 | 910  | 40  |
| Bříza papírovitá            | Betula papyrifera             | 910  | 40  |
| Cambara                     | Vochysia ferruginea           | 941  | 42  |
| Imbuya                      | Phoebe porosa                 | 950  | 42  |
| Javor červený               | Acer rubrum                   | 950  | 42  |
| Střemcha pozdní             | Prunus serotina               | 950  | 42  |
| Třešeň ptačí                | Prunus avium                  | 950  | 42  |
| Jasan popelavý              | Fraxinus profunda             | 990  | 44  |
| Sakura                      | Sakura                        | 995  | 44  |
| Ořešák černý americký       | Juglans nigra                 | 1010 | 45  |
| Narrah                      | Pterocarpus indicus           | 1020 | 45  |
| Řešetlák Purshův (cascara)  | Rhamnus purshiana             | 1040 | 46  |
| Dub srpovitý                | Quercus falcata               | 1060 | 47  |
| Avodire                     | Turraeanthus africanus        | 1080 | 48  |
| Dub košíčkatý               | Quercus prinus                | 1130 | 50  |
| Cocobolo                    | Dalbergia retusa              | 1136 | 51  |
| Meranti White               | Shorea javanica               | 1140 | 51  |
| Teak                        | Tectona grandis               | 1155 | 51  |
| Jasan oregonský             | Fraxinus latifolia            | 1160 | 52  |
| Jalovec                     | Juniperus deppeana            | 1160 | 52  |
| Nyatoh                      | Palaquium philippense         | 1171 | 52  |
| Bambus (karbonizovaný)      | Phyllostachys pubescent       | 1180 | 53  |
| Javor dlanitolistý          | Acer nigrum                   | 1180 | 53  |
| Dub černý                   | Quercus nigra                 | 1190 | 53  |
| Dub lyrovitý                | Quercus lyrata                | 1190 | 53  |
| Jasan pensylvánský          | Fraxinus pennsylvanica        | 1200 | 53  |
| Dub                         | Quercus laurifolia            | 1210 | 54  |
| Dub sametový                | Quercus velutina              | 1210 | 54  |
| Garapa                      | Apuleia leiocarpa             | 1210 | 54  |
| Kapur                       | Dryobalanops aromatica        | 1230 | 55  |
| Borovice karibská           | Pinus caribaea                | 1240 | 55  |
| Dub Michauxův               | Quercus michauxii             | 1240 | 55  |
| Bříza žlutá                 | Betula alleghaniensis         | 1260 | 56  |
| Iroko                       | Chlorophora excelsa           | 1260 | 56  |
| Keruing                     | Dipterocarpus caudiferus      | 1270 | 57  |
| Angelique                   | Dicorynia guianensis          | 1290 | 57  |
| Dub červený                 | Quercus rubra                 | 1290 | 57  |
| Mersawa                     | Anisoptera marginata          | 1290 | 57  |
| Buk lesní                   | Fagus sylvatica               | 1300 | 58  |
| Buk vroubkovaný             | Fagus grandifolia             | 1300 | 58  |
| Jasan bílý americký         | Fraxinus americana            | 1320 | 59  |
| Jasan ztepilý               | Fraxinus excelsior            | 1320 | 59  |
| Jilm Thomasův               | Ulmus thomasii                | 1320 | 59  |
| Blue Mahoe                  | Hibiscus elatus               | 1330 | 59  |
| Dub bílý                    | Quercus alba                  | 1360 | 61  |
| Dub hvězdovitý              | Quercus stellata              | 1360 | 61  |
| Dub velkoplodý              | Quercus macrocarpa            | 1370 | 61  |
| Bambus                      | Bambusa bambus                | 1375 | 61  |
| Nahovětvec dvoudomý         | Gymnocladus dioicus           | 1390 | 62  |
| Mani                        | Mimosa scabrella              | 1400 | 62  |
| Tzalam                      | Lysiloma bahamensis           | 1400 | 62  |
| Javor cukrový               | Acer saccharum                | 1450 | 65  |
| Capa de tablo, Tauary       | Couratari guianensis          | 1460 | 65  |
| Dub vrbolistý               | Quercus phellos               | 1460 | 65  |
| Planika Menziesova          | Arbutus menziesii             | 1460 | 65  |
| Bříza tuhá                  | Betula lenta                  | 1470 | 65  |
| Awoura                      | Julbernardia pellegriniana    | 1480 | 66  |
| Ekop                        | Julbernardia pellegriniana    | 1480 | 66  |
| Curupixa                    | Micropholis venulosa          | 1490 | 66  |
| Guatambu                    | Balfourodendron riedelianum   | 1500 | 67  |
| Lontar vějířovitý           | Borassus flabellifer          | 1500 | 67  |
| Dub bahenní                 | Quercus palustris             | 1510 | 67  |
| Mahagon Sapeli              | Entandrophragma cylindricum   | 1510 | 67  |
| Vilín Viržinský             | Hamamelis Virginiina          | 1530 | 68  |
| Jilm křídlatý               | Ulmus alata                   | 1540 | 69  |
| Dřezovec trojtrnný          | Gleditsia triacanthos         | 1548 | 69  |
| Afromosia                   | Pericopsis elata              | 1560 | 69  |
| Kokosovník ořechoplodý      | Cocos nucifera                | 1600 | 71  |
| Peroba De Campos            | Paratecoma peroba             | 1600 | 71  |
| Kaštan patagónský           | Cabralea parda                | 1610 | 72  |
| Dub dvoubarevný             | Quercus bicolor               | 1620 | 72  |
| Freijo                      | Cordia goeldiana              | 1627 | 72  |
| Opepe                       | Nauclea diderrichii           | 1630 | 73  |
| Padauk Andaman              | Pterocarpus dalbergioides     | 1630 | 73  |
| Vermillion                  | Pterocarpus dalbergioides     | 1630 | 73  |
| Wenge                       | Milletia laurentii            | 1630 | 73  |
| Balau Red                   | Shorea planta                 | 1640 | 73  |
| Zebrano                     | Microberlina brazzavillensisl | 1658 | 74  |
| Nanciton                    | Hieronima alchorneoides       | 1700 | 76  |
| Nogal                       | Hyeronima alchorneoides       | 1700 | 76  |
| Trnovník akát               | Robinia pseudoacacia          | 1700 | 76  |
| Kempas                      | Koompassia malaccensis        | 1710 | 76  |
| Merbau                      | Intsia palembanica            | 1712 | 76  |
| Blackwood African           | Dalbergia melanoxylon         | 1720 | 77  |
| Para Angelim                | Hymenolobium excelsum         | 1720 | 77  |
| Padauk African              | Pterocarpus soyauxii          | 1725 | 77  |
| Jabloň lesní                | Malus sylvestris              | 1730 | 77  |
| Peroba Rosa                 | Aspidosperma peroba           | 1730 | 77  |
| Yvyraro                     | Aspidosperma polyneuron       | 1730 | 77  |
| Pajasan žláznatý            | Ailanthus altissima           | 1731 | 77  |
| Akácie                      | Acacia mangium                | 1750 | 78  |
| Mangium                     | Acacia mangium                | 1750 | 78  |
| Mutenye                     | Guibourtia amoldiana          | 1750 | 78  |
| Morado                      | Machaerium scleroxylon        | 1780 | 79  |
| Bangkirai                   | Shorea laevis                 | 1798 | 80  |
| Palisandr violeta           | Dalbergia cearensis           | 1800 | 80  |
| Afzelia Doussie             | Afzelia africana              | 1810 | 81  |
| Ořechovec pekan             | Carya illinoensis             | 1820 | 81  |
| Yellowheart                 | Zanthoxylum flavum            | 1820 | 81  |
| Purpleheart                 | Peltogyne paniculata          | 1860 | 83  |
| Jarrah                      | Eucalyptus marginata          | 1910 | 85  |
| Ybyraro                     | Pterogyne nitens              | 1910 | 85  |
| Tualang                     | Koompassia excelsa            | 1938 | 86  |
| Cameron                     | Samanea pedicellaris          | 1940 | 86  |
| Pyinkado                    | Xylia xylocarpa               | 1950 | 87  |
| Rosewood African            | Guibourtia demeusei           | 1980 | 88  |
| Gum Sydney Blue             | Eucalyptus salina             | 2025 | 90  |
| Jasan čtyřhranný            | Fraxinus quadrangulata        | 2030 | 90  |
| Karri Tree                  | Eucalyptus diversicolor       | 2040 | 91  |
| Maklura oranžová            | Maclura pomifera              | 2040 | 91  |
| Brushbox                    | Lophostemon confertus         | 2145 | 95  |
| Padauk Burma                | Pterocarpus macrocarpus       | 2170 | 97  |
| Bocote                      | Cordia gerascanthus           | 2200 | 98  |
| Incenso colorado            | Myroxylon peruiferum          | 2200 | 98  |
| Mahogany Santos             | Myroxylon balsamum            | 2200 | 98  |
| Palisandr honduraský        | Dalbergia stevensonii         | 2200 | 98  |
| Tarara Amarilla             | Centrolobium microchaete      | 2200 | 98  |
| Tarara Colorada             | Platymiscium ulei             | 2200 | 98  |
| Vododřev balzámový pereirův | Myroxylon balsamum            | 2200 | 98  |
| Ziricote                    | Cordia dodecandra             | 2200 | 98  |
| Tatajuba                    | Bagassa guianensis            | 2220 | 99  |
| Caribbean Rosewood          | Metopium Brownem              | 2300 | 105 |
| Mora                        | Mora excelsa                  | 2300 | 105 |
| Tomel viržinský             | Diospyros Virginiina          | 2300 | 105 |
| Momoqui, Partridgewood      | Caesalpinia pluviosa          | 2340 | 105 |
| Sucupira                    | Bowdichia nitida              | 2340 | 105 |
| Mesquite                    | Prosopis glandulosa           | 2345 | 105 |
| Akácie White Bark           | Acacia leucophloea            | 2400 | 110 |
| Gum Spotted                 | Eucalyptus maculate           | 2473 | 115 |
| Marblewood                  | Diospyros marmorata           | 2532 | 115 |
| Kaštan královský            | Sweetia panamensis            | 2670 | 120 |
| Bubinga                     | Guibourtia demeusei           | 2690 | 120 |
| Mahogany Red                | Eucalyptus resinifera         | 2697 | 125 |
| Palisandr brazilský         | Dalbergia nigra               | 2720 | 125 |
| Pearwood African            | Baillonella toxisperma        | 2730 | 125 |
| Olivewood East African      | Olea hochstetteri             | 2740 | 125 |
| Maccawood                   | Platymiscium yucatanum        | 2750 | 125 |
| Kořenovník obecný           | Rhizophora mangle             | 2760 | 125 |
| Okan                        | Cylicodiscus gabunensis       | 2780 | 125 |
| Brazilwood                  | Caesalpinia echinata          | 2820 | 130 |
| Jatoba                      | Hymenaea courbaril            | 2820 | 130 |
| Pernambuco                  | Caesalpinia echinata          | 2820 | 130 |
| Faveira                     | Mora gonggrijpii              | 2895 | 130 |
| Bloodwood                   | Brosimum rubescens            | 2900 | 130 |
| Itauba                      | Mezilaurus Itala              | 2900 | 130 |
| Kaneelhart                  | Licaria canella               | 2900 | 130 |
| Turpentine                  | Syncarpia glomulifera         | 2967 | 135 |
| Tamarind indický            | Tamarindus indica             | 3000 | 135 |
| Angelim Pedra               | Hymenolobium petraeum         | 3040 | 140 |
| Machine                     | Lonchocarpus castillo         | 3100 | 140 |
| Tigerwood                   | Astronium urundeuva           | 3150 | 145 |
| Palisandr indický           | Dalbergia latifolia           | 3170 | 145 |
| Massaranduba                | Manilkara bidentata           | 3190 | 145 |
| Eben Ceylon                 | Diospyros ebenum              | 3220 | 145 |
| Eben Gaboon                 | Diospyrus crassiflora         | 3220 | 145 |
| Eben Macassar               | Diospyrus celebica            | 3250 | 145 |
| Sirari                      | Guibourtia chodatianal        | 3280 | 150 |
| Ipe lapacho                 | Tabebuia ipe                  | 3342 | 150 |
| Azobe                       | Lophira aiata                 | 3350 | 150 |
| Manbarklak                  | Eschweilera sagotiana         | 3480 | 155 |
| Katalox                     | Swartzia cubensis             | 3510 | 160 |
| Silovoň obecný (tonka)      | Dipteryx odorata              | 3540 | 160 |
| Leadwood                    | Krugiodendron ferreum         | 3660 | 165 |
| Tajibo                      | Tabebuia serratifolia         | 3680 | 165 |
| Olivewood Brazilian         | Ferreirea spectabilis         | 3700 | 165 |
| Snakewood                   | Piratinera guianensis         | 3800 | 170 |
| Curupau                     | Anadenanthera Colubrina       | 3840 | 175 |
| Kurupayra                   | Adenanthera macrocarpa        | 3840 | 175 |
| Jutahy                      | Dialium guianense             | 4000 | 180 |
| Palo Santo                  | Bulnesia sarmientoi           | 4000 | 180 |
| Verawood                    | Bulnesia arborea              | 4000 | 180 |
| Guajak léčivý               | Guaiacum officinale           | 4500 | 205 |

¹) v případě, že český název neexistuje, je uveden domorodý nebo anglický 
Pro velmi tvrdá exotická dřeva se používá obecný český název „železné dřevo“. Také ze španělštiny převzatý název „kebračo“ (šp. quebracho) není výraz pro označení dřeva z konkrétní dřeviny.